# Herminia delicata
Herminia delicata är en fjärilsart som beskrevs av Franz Dannehl 1925. Herminia delicata ingår i släktet Herminia och familjen nattflyn. Inga underarter finns listade i Catalogue of Life.